# Tassilone II di Baviera
Tassilone II di Baviera, o Tassilo (... – 719), fu figlio, (probabilmente il terzo), di Teodone II di Baviera e Folchaide. Apparteneva alla stirpe degli Ugobertidi.
Suo padre divise il ducato per lui e per i suoi fratelli nel 715. Alla sua morte, nel 716, il ducato venne diviso ma non si è certi se questa divisione fu territoriale o di coreggenza. Se così fosse, a Tassilo sarebbe toccato il governo della diocesi di Passavia con questa città come capitale. 
Una guerra di successione scoppiò alla morte del padre tra i fratelli, ma poco si sa di questo periodo. Circa il periodo di governo di Tassilo, non si sa nulla. La sua esistenza è confermata nel Codice di Salisburgo (Salzburger Verbrüderungsbuch) dove è indicato come celibe, anche se alcune cronache lo indicano sposato a Waldrada, menzionata come moglie di Teobaldo.
Secondo altre fonti sarebbe stato marito di Imma (m. circa 750) e poi di Swanachilde, attraverso la quale sarebbe diventato suocero di Carlo Martello. Il nome Swanachilde è indicato come certo per una nipote del duca Odilone di Baviera, per cui si suppone che lo stesso Odilo fosse imparentato con Tassilo II. Tassilo morì nel 719, come tutti i suoi fratelli eccetto Grimaldo a cui toccò la sua eredità. 
| Controllo di autorità | VIAF (EN) 103351223 · CERL cnp01204749 · GND (DE) 140038329 |